# 하테비스트
하테비스트 또는 사슴영양(Bangweulu tsessebe, 학명: Damaliscus superstes)는 우제목/경우제목 소과에 속하는 영양의 일종이다. 아프리카 초원에 서식하는 영양의 일종으로 1766년 팔라스(Peter Simon Pallas)가 처음 기술했다. 다 자랐을 때 어깨 높이는 1m 정도이다. 수컷 몸무게는 125~218kg이며 암컷은 수컷보다 약간 가볍다. 털 색깔은 서부하테비스트의 연한 갈색부터 스웨인하테비스트의 거의 검은색까지 아종에 따라서 다양한 색깔을 띤다. 암수 모두 47~70cm 길이의 뿔을 갖고 있으며, 아종에 따라서 형태가 아주 다양하다. 하테비스트의 수명은 야생에서 11~20년, 사육 상태에서 최대 19년이다. 하테비스트는 20마리에서 300마리까지 떼어 지어 생활하는 사회적 동물이다. 평상시에는 일반적으로 조용하지만 자극을 받으면 난폭해지기도 한다.

## 아종
- † A. b. buselaphus (Pallas, 1766)
- 코크하테비스트 (A. b. cokii) (Günther, 1884)
- 잭슨하테비스트 (A. b. lelwel) (Heuglin, 1877)
- 서부사슴영양 또는 서부하테비스트 (A. b. major) (Blyth, 1869)
- 스웨인사슴영양 또는 스웨인하테비스트 (A. b. swaynei) (P. L. Sclater, 1892)
- 토라하테비스트 (A. b. tora) (Gray, 1873)
- 붉은하테비스트 (A. b. caama) (É. Geoffroy Saint-Hilaire, 1803)
- 리히텐슈타인하테비스트 (A. b. lichtensteinii) (Peters, 1849)